# Manfred Maute
Manfred Maute (* 15. Oktober 1939 in Tailfingen) ist ein ehemaliger deutscher Kunstradsportler und Trainer.

## Erfolge als Sportler
Von 1964 bis 1972 war Manfred Maute als Kunstradsportler im Einer-Kunstradfahren aktiv; er wurde dreimal – 1968, 1971 und 1972 – Weltmeister, viermal Vize-Weltmeister und einmal Dritter sowie viermal deutscher Meister.

## Tätigkeit als Trainer
Von 1972 bis 2003 war Maute Landestrainer, zunächst auf Honorarbasis, ab 1986 als erster hauptamtlicher Trainer im Kunstradsport beim BDR-Landesverband Baden-Württemberg, wo er in den folgenden Jahren den Sport systematisch aufbaute. Unter seiner Ägide gewannen Aktive und Junioren 185 Medaillen, darunter 50 goldene in der Eliteklasse bei Weltmeisterschaften.
Auch sein Sohn Dieter Maute wurde fünffacher Weltmeister und ist heute selbst Bundestrainer. 1997 erstellten Vater und Sohn gemeinsam Lehrfilme für den Kunstradsport, die vom Weltradsportverband Union Cycliste Internationale (UCI) als offizielles Lehrmaterial anerkannt und von der UCI auf internationaler Ebene – auch in englischer Sprache – eingeführt wurden. Von 1999 bis 2009 war Manfred Maute Lehrwart des Bund Deutscher Radfahrer und somit für die Traineraus- und -weiterbildung zuständig, in Baden-Württemberg hat er dieses Amt weiterhin inne. Auf Mautes Engagement ist es zurückzuführen, dass Albstadt internationale Ausbildungsstätte der UCI wurde.

## Ehrungen
Manfred Maute erhielt zahlreiche Ehrungen, so 1996 als erster den LSV-GEK-Trainerpreis für hervorragende Nachwuchsarbeit. 2009 wurde er erneut mit diesem Preis für sein Lebenswerk ausgezeichnet. Im Dezember 1971 erhielt er das Silberne Lorbeerblatt. Im Juli 2012 wurde ihm das Bundesverdienstkreuz am Bande verliehen.